# محمد حمدي يازر
محمد حمدي يازر (بالتركية: Muhammed Hamdi Yazır)‏ (1878- 1942) عالم تركي مسلم، اشتهر بإلهيات، والمنطق، وترجمة القرآن، وعلم التفسير، والفقه، والفلسفة، والموسوعية.